# Campeonato de Bulgaria de Ciclismo en Ruta

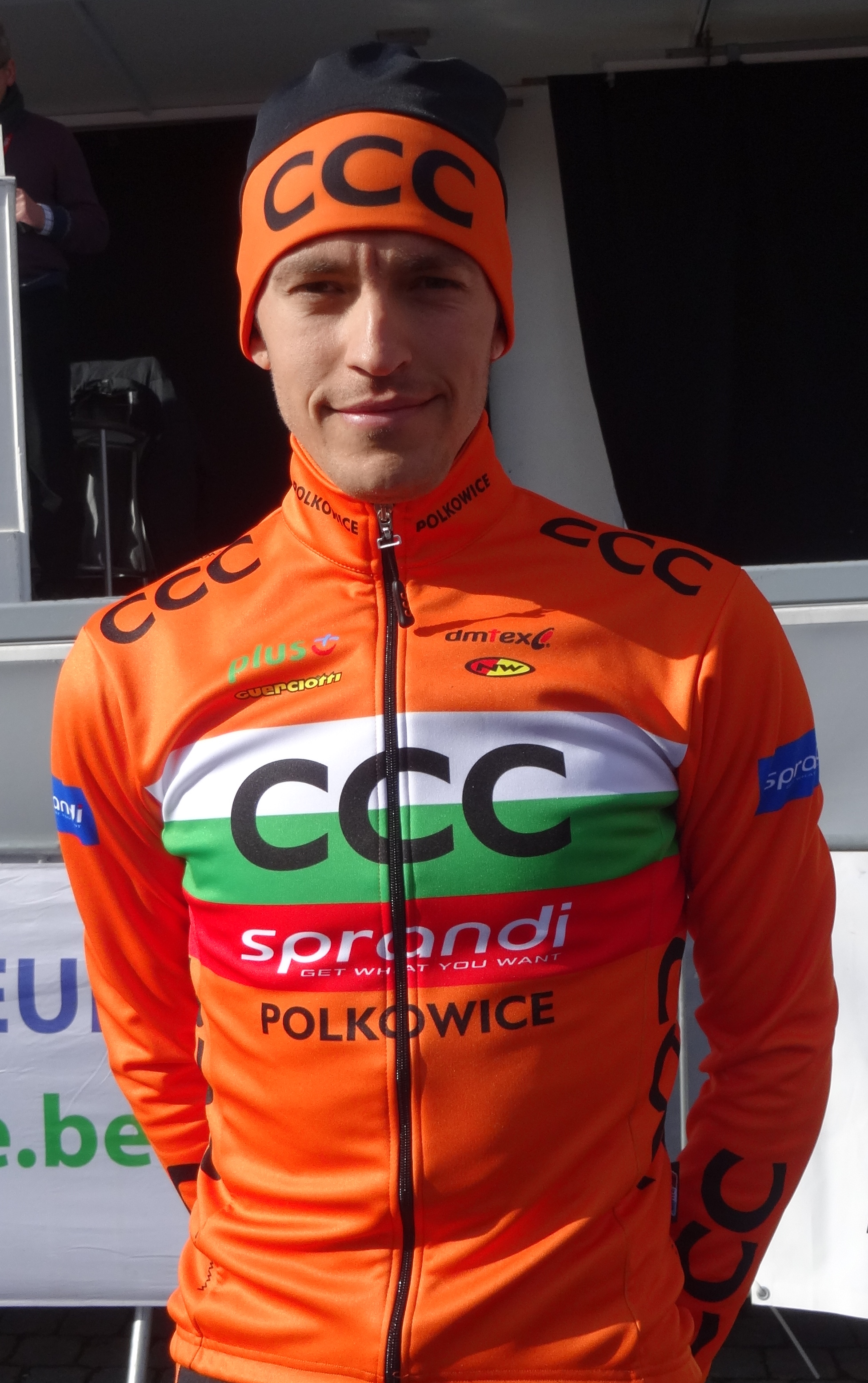
Nikolay Mihaylov con el maillot de campeón de Bulgaria.

Los Campeonatos de Bulgaria de Ciclismo en Ruta se organizan anualmente para determinar el campeón ciclista de Bulgaria de cada año. El título se otorga al vencedor de una única carrera. El vencedor obtiene el derecho a portar un maillot con los colores de la bandera búlgara hasta el Campeonato de Bulgaria del año siguiente.

## Palmarés
| Año  | Ganador            | Segundo               | Tercero               |
| ---- | ------------------ | --------------------- | --------------------- |
| 2000 | Dimitar Gospodinov | Gueorgui Koev         | Petar Vankov          |
| 2001 | Gueorgui Koev      | Vladimir Koev         | Danail Petrov         |
| 2002 | Ivaïlo Gabrovski   |                       |                       |
| 2003 | Daniel Petrov      | Ivaïlo Gabrovski      | Svetoslav Tchanliev   |
| 2004 | Plamen Stoyanov    | Svetoslav Tchanliev   | Danail Petrov         |
| 2005 | Ivaïlo Gabrovski   | Daniel Petrov         | Svetoslav Tchanliev   |
| 2006 | Ivaïlo Gabrovski   | Danail Petrov         | Pavel Shumanov        |
| 2007 | Ivaïlo Gabrovski   | Radoslav Konstantinov | Evgeni Gerganov       |
| 2008 | Georgi Georgiev    | Stefan Hristov        | Svetoslav Tchanliev   |
| 2009 | Ivaïlo Gabrovski   | Vladimir Koev         | Spas Gyurov           |
| 2010 | Danail Petrov      | Vladimir Koev         | Nikolay Mihaylov      |
| 2011 | Danail Petrov      | Vladimir Koev         | Nikolay Mihaylov      |
| 2012 | Danail Petrov      | Georgi Georgiev       | Aleksandar Aleksiev   |
| 2013 | Danail Petrov      | Georgi Georgiev       | Spas Gyurov           |
| 2014 | Nikolay Mihaylov   | Georgi Georgiev       | Aleksandar Aleksiev   |
| 2015 | Nikolay Mihaylov   | Stefan Hristov        | Radoslav Konstantinov |
| 2016 | Georgi Georgiev    | Radoslav Konstantinov | Stanimir Cholakov     |
| 2017 | Nikolay Mihaylov   | Radoslav Konstantinov | Aleksandar Aleksiev   |
| 2018 | Nikolay Mihaylov   | Radoslav Konstantinov | Stefan Hristov        |
| 2019 | No se disputó      | No se disputó         | No se disputó         |
| 2020 | Teodor Rusev       | Tsvetan Ivanov        | Martin Papanov        |
| 2021 | Spas Gyurov        | Martin Papanov        | Preslav Balabanov     |
| 2022 | Martin Papanov     | Vladimir Koev         | Tsvetan Ivanov        |
| 2023 | Yordan Andreev     | Yordan Petrov         | Preslav Balabanov     |
| 2024 | Georgi Lumparov    | Borislav Ivanov       | Emil Stoynev          |
| 2025 | Borislav Palashev  | Emil Stoynev          | Gabriel Grozev        |